# 니콜라이 발루예프

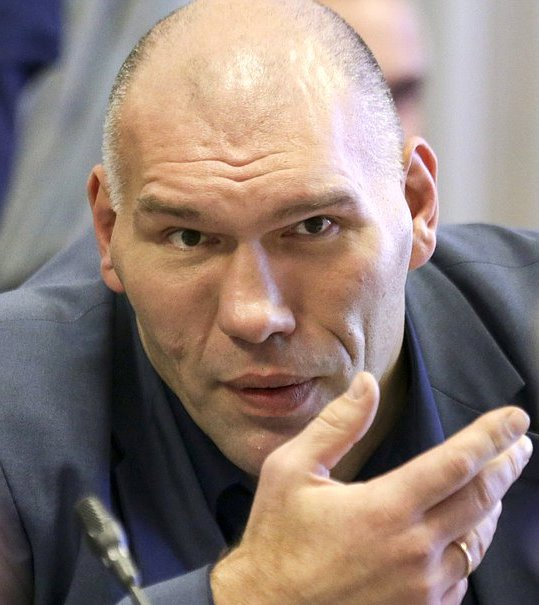
2018년 모습

니콜라이 발루예프(본명: 니콜라이 세르게예비치 발루예프, 러시아어: Никола́й Серге́евич Валу́ев, 1973년 8월 21일 ~ )는 러시아의 정치인이자 전직 프로 복서이다. 1993년부터 2009년까지 복싱에 참가했으며 2005년부터 2009년까지 WBA 헤비급 타이틀을 두 번 차지했다. 키 2.13m(7피트), 최대 몸무게 149kg(328lb)에 달하는 발루예프는 복싱 역사상 가장 키가 크고 무거운 세계 챔피언이다.